# Ameyalli (nombre)
Ameyali es un nombre personal ambiguo de origen náhuatl cuyo significado es "manantial". Su forma reverencial es Ameyaltzin. Por lo general, los nombres nahuas carecen de género, por lo que sirven tanto para hombres com para mujeres.
La palabra ameyalli se emplea como raíz del nombre Ameyalxochitl (del náhuatl xochitl, flor, y ameyalli, manantial) y en el locativo Amealco (compuesto de ameyalli, manantial, y co, lugar de).